# 프랭키 펜탄젤리
프랭키 펜탄젤리(Frankie Pentangeli ?~1959)는 프랜시스 포드 코폴라 감독이 제작한 대부2에 등장하는 인물 중 하나로 뉴욕의 마피아 보스로 등장한다.

## 작품 속 생애
펜탄젤리는 대부2의 전편인 대부나 영화의 원작인 마리오 푸조의 대부 (소설)에는 언급조차 되지 않아 대부2 이전의 삶은 알 길이 없다. 극중 대화로 유추된 펜탄젤리는 코를레오네 가족의 오랜 친구이자 클레멘자의 심복 부하 중 하나로 클레멘자 사후 클레멘자의 뉴욕 조직을 인수한 인물이다.
그러나 펜탄젤리 로사토 형제와의 대립으로 마이클 코를레오네와 물의를 빚고, 하이먼 로스의 술수로 인해 마이클이 자신을 죽이려한 것으로 오해하여 마이클과 적대 구도로 서게 된다. 이후 펜탄젤리는 FBI의 보호속에서 마피아 청문회를 주도하여 마이클이 마피아 조직의 보스임과 마이클이 저지른 범죄들을 심판하고자 한다. 그러나 마이클이 펜탄젤리의 가족의 생사를 들어 위협을 가하자 증언을 번복하고 이어서 남은 가족들의 안위를 위해 욕실에서 손목을 끊어 자살한다.

## 등장 배경
대부2의 마이클 파트에는 본래 클레멘자의 등장이 예정되어 있었다. 그러나 클레멘자역을 맡은 리처드 S. 카텔라노가 개런티 분쟁으로 제작에 불참하게 되면서 클레멘자는 심장마비로 사망처리되었고, 기존의 클레멘자 역할을 펜탄젤리라는 신생 인물에게로 전담하게 되었다.

## 같이 보기
- 대부2